# A21 (Griekenland)
De A21 is een geplande autosnelweg in Griekenland. De autosnelweg verbindt Ormenio met Ardani. De snelweg ligt in de periferie Oost-Macedonië en Thracië.